# Habach
Habach é um município da Alemanha, situado no distrito de Weilheim-Schongau, no estado da Baviera. Tem 12,15 km² de área, e sua população em 2019 foi estimada em 1.161 habitantes.